# 毓慶宮
39°55′11″N 116°23′55″E / 39.919658°N 116.398481°E
毓庆宫（穆麟德轉寫：ioi king gung），位于紫禁城内廷东路奉先殿和斋宫之间，清朝时为皇子居所，后来为皇帝读书处。

## 历史
毓庆宫是康熙十八年（1679年）在明朝的奉慈殿基址上兴建。雍正九年二月初二日，雍正帝命將毓慶宮改建為齋宮，諭旨曰「不必將就蓋造，另畫樣呈覽重新蓋造」，抹去毓慶宮原來的痕跡。乾隆八年，乾隆帝命於齋宮東側重建毓慶宮。同年十一月，海望及三和在毓慶宮工程用銀折中提到修理毓慶宮原約估銀五萬四千九百七十餘兩，南大牆門原為隨牆門座，若仍照舊式建造毓慶宮門前星門，恐難懸掛匾額，於是照琉璃宮門式樣約入估內。今遵旨照舊挪蓋，其過木上添蓋琉璃門楣，以便懸掛匾額。乾隆五十九年（1794年）添建大殿一座、游廊及抱厦。嘉庆六年（1801年）繼續對毓慶宮加以擴建。光緒十六年（1890年）及光绪二十三年（1897年）均进行过修缮。
毓庆宫是康熙年间特地为皇太子允礽而建，后来作为皇子居所。乾隆帝从12岁到17岁之间一直在毓庆宫居住。嘉庆帝5岁时曾经和兄弟子侄等人在毓庆宫居住，后来迁往撷芳殿，乾隆六十年（1795年），乾隆帝退位之后又迁回毓庆宫居住。同治、光绪两朝，毓庆宫均作为皇帝读书处，光绪帝曾在毓庆宫居住。

## 建筑
毓庆宫为由长方形院落组成的建筑群，前后共有四进院落。
- 前星门：为毓庆宫的正门，坐北朝南。[1]
- 阳曜门、祥旭门：前星门内为毓庆宫的第一进院落，有值房三座，西墙开阳曜门通往斋宫。院北为祥旭门。[1]
- 惇本殿：祥旭门内为毓庆宫的第二进院落，正殿惇本殿，东西配殿各三间。[1]
- 毓庆宫：毓庆宫的第三进院落内，东西两侧各有围房20间，直通第四进院落。第三进院落的正殿即毓庆宫，建筑平面呈“工”字形。前殿面阔五间，进深三间，黄琉璃瓦歇山顶，前檐明间开有门，次间、梢间则是槛窗，后檐明间接穿廊通往后殿。穿廊面阔一间，进深三间，东西两侧都是槛窗。后殿面阔五间，进深三间，黄琉璃瓦歇山顶，前檐的明间和穿堂相通，廊檐安有小板门，次间、梢间则是槛窗，后檐都是槛窗。后殿室内明间悬挂着“继德堂”匾额；西次间是毓庆宫的藏书室，嘉庆帝赐名“宛委别藏”。后殿东山墙接悬山顶耳房一间，和东围房相连通，东耳房内悬挂着嘉庆帝御笔“味余书室”匾额，其东侧的围房内悬挂着嘉庆帝御笔“知不足斋”匾额。毓庆宫内部装修十分考究，特别是后殿内用隔断分为数间小室，门或真或假，构思十分巧妙，故素有“小迷宫”之称。[1]
- 后罩房：毓庆宫的最后一进院落内有后罩房，面阔五间，进深三间，黄琉璃瓦悬山顶，前檐出廊，明间开有门，次间、梢间是槛窗，东西两侧带有耳房，和东西庑房转角相连。[1]